# Aphanogmus dolichocerus
Aphanogmus dolichocerus is een vliesvleugelig insect uit de familie van de Ceraphronidae. De wetenschappelijke naam van de soort is voor het eerst geldig gepubliceerd in 1965 door Hellen & Dessart.